# The Last of Us Part II
The Last of Us Part II ist ein Videospiel des US-amerikanischen Entwicklerstudios Naughty Dog, das zuerst exklusiv für die PlayStation 4 erschien. Im Jahr 2024, vier Jahre nach Erstveröffentlichung, erschien es zudem als Remaster und mit zusätzlichen Story-Inhalten für PlayStation 5. Eine PC-Version ist am 3. April 2025 erschienen.
Das Third-Person-Action-Adventure spielt fünf Jahre nach den Ereignissen des Vorgängers The Last of Us in den postapokalyptischen Vereinigten Staaten. Der Spieler schlüpft neben einem kurzen Prolog mit Joel, der Hauptfigur des ersten Teils, vor allem in die Rollen der beiden verfeindeten Protagonistinnen Ellie und Abby.
Bereits vor dem Erscheinungsdatum erhielt The Last of Us Part II überwiegend positive Testbewertungen. Innerhalb der ersten drei Tage wurden über vier Millionen Exemplare des Spiels verkauft; was bis dahin noch keinem Exklusivspiel der PlayStation 4 gelang. Bis zum Frühjahr 2022 wurden über 10 Millionen Einheiten des Spiels verkauft.

## Handlung

### Ausgangslage
Im Jahr 2013 wurde die menschliche Zivilisation durch eine Cordyceps-Seuche fast vernichtet. Durch Einatmen der Pilzsporen oder Bisse infizierter Personen verwandeln sich Menschen binnen weniger Tage in aggressive, instinktgetriebene Mutanten. Ein einzelner Mensch, die 14-jährige Ellie, entwickelte 20 Jahre nach dem Ausbruch jedoch nach einem Biss eine Immunität. Die Rebellengruppe der „Fireflies“ bat daraufhin den Schmuggler Joel, Ellie von Boston aus zu einem Krankenhaus in Utah zu eskortieren, wo aus dem mutierten Pilz in Ellies Gehirn ein Impfstoff für die ganze Menschheit entwickelt werden sollte. Nach einer langen Reise und der Ankunft im Krankenhaus befreite Joel jedoch Ellie vor der Operation, als er erfuhr, dass die Extraktion des Materials sie töten würde. Bei dieser Rettung ermordete Joel den Chefarzt, Dr. Jerry Anderson und die Anführerin der „Fireflies“, Marlene. Die bewusstlose Ellie bekam von alldem nichts mit und Joel erzählte ihr die Lüge, dass es noch andere immune Menschen wie sie gäbe, es den „Fireflies“ aber nicht möglich wäre, einen Impfstoff zu entwickeln. Joel und Ellie ließen sich daraufhin in der sicheren Kommune „Jackson“ in Wyoming nieder, die von Joels Bruder Tommy und dessen Frau Maria geleitet wird.

### Spielhandlung
Die Handlung des Spiels setzt vier Jahre nach dieser Flucht ein (im Jahr 2038). Joel und die herangewachsene Ellie haben sich in die Gemeinschaft von Jackson integriert und führen ein friedliches Leben. Ellie entwickelt Gefühle für ihre beste Freundin Dina, die sich kürzlich von ihrem Freund Jesse getrennt hat. Ellie hat allerdings (wie in Rückblenden während des Spiels zu sehen) inzwischen die Wahrheit über die Vorgänge im Krankenhaus erfahren. Wütend auf Joel, dass dieser ihr die Entscheidung, ihrem Leben einen Sinn zu geben, abnahm, hat sich Ellie von ihrem Ziehvater abgewendet.
Während Ellie und Dina an einem Wintermorgen auf Patrouille reiten, hält sich in der Umgebung von Jackson eine Gruppe der paramilitärischen Organisation „Washington Liberation Front“ (WLF, genannt „Wolfs“) aus Seattle auf. Zu ihnen gehört Abigail „Abby“ Anderson, die Tochter des Arztes, den Joel vor vier Jahren ermordet hat. Sie und ihre Begleiter sind nach diesem Vorfall von den sich zerstreuenden „Fireflies“ zur WLF übergelaufen. Die Wolfs gehen einem Hinweis nach, dass sich Tommy in Jackson aufhält und hoffen, über ihn seinen Bruder Joel zu finden. Tatsächlich stößt Abby bei der Flucht vor einer großen Horde Infizierter ausgerechnet auf Joel und Tommy, die ihr das Leben retten. Sich ihrer Namen bewusst, lockt Abby die beiden in den Unterschlupf der WLFs, wo sie rasch überwältigt werden und Joel von Abby gefoltert wird. Als Ellie auf der Suche nach Joel in das Versteck schleicht, wird sie ebenfalls gefangen genommen und muss hilflos mitansehen, wie Abby Joel mit einem Golfeisen erschlägt. Die WLFs lassen Tommy und Ellie am Leben und kehren nach Seattle zurück.
Nach Joels Begräbnis nimmt Ellie sich vor, Abby und die anderen WLFs aufzuspüren und zu töten und will dafür in Begleitung von Dina nach Seattle reiten. Da Tommy bereits allein vorgeritten ist, um seinen Bruder zu rächen, erlaubt Maria den Frauen die Reise, um ihren Ehemann zu retten. Ellie und Dina erreichen das von seinen Bewohnern verlassene Seattle und beginnen in den Ruinen ihre Suche nach Joels Peinigern. Dabei stellen sie fest, dass Tommy bereits einige Mitglieder der WLF zur Informationsbeschaffung gefoltert und getötet hat. Durch eine Sprengfalle der WLF stirbt das Pferd der Frauen und Ellie wird gefangen genommen, während Dina flüchtet. Jordan, einer der Männer, die in Jackson dabei waren, will Ellie verhören, doch als Dina ihn ablenkt, kann Ellie sich befreien, ihn erstechen und einen Namen von ihrer Liste streichen. Von der WLF verfolgt, fliehen die Freundinnen durch eine Schule, ein verlassenes Fernsehstudio und den von Infizierten verseuchten Untergrund Seattles. Auf dem Weg erfahren sie, dass sich die WLF im Krieg mit einer Sekte befindet, die sich die „Seraphiten“ (abfällig als „Scars“ bekannt) nennen. Diese leben auf einer Insel vor der Küste Seattles und lehnen den Gebrauch von Technologie weitestgehend ab. Der Glaube an eine Prophetin (die einst von der WLF getötet und so zur Märtyrerin wurde) macht die Seraphiten zu religiösen Fanatikern.
Unterwegs erfährt Dina auch von Ellies Immunität gegen die Seuche, die sie außer vor Maria, Tommy und Joel stets geheim gehalten hat. Als die beiden Zuflucht in einem leeren Theater finden, offenbart Dina Ellie, dass sie von Jesse schwanger ist.
Weil sich Dina am nächsten Tag schlecht fühlt, zieht Ellie allein in die Randbezirke der Stadt, wo die WLF mit Spürhunden einen Eindringling verfolgt, den sie für Tommy hält. Stattdessen trifft sie jedoch auf Jesse, der Ellie und Dina aus Jackson gefolgt ist, um zu helfen. Als beide zum Theater zurückkehren, hat Dina über ein Funkgerät der WLF Nora in einem von der Organisation kontrollierten Krankenhaus ausgemacht. Ellie macht sich allein dorthin auf den Weg und gerät unterwegs in einen Hinterhalt der Seraphiten. Als sie das Krankenhaus schließlich infiltriert, erfährt sie, dass Abby kurz zuvor dort war und verschwunden ist, aber Ellie stellt Nora, ein weiteres Mitglied der Jackson-Gruppe. Nach einer Verfolgungsjagd setzt Ellie Nora bewusst den Pilzsporen im Keller des Gebäudes aus; während Ellie diese gefahrlos einatmen kann, ist Nora infiziert und dem Tod geweiht. Als sie Abby nicht verraten will, beginnt Ellie sie in blinder Wut zu foltern, bis Nora Abbys Versteck in einem Aquarium an der Küste preisgibt.
Am nächsten Tag machen sich Ellie und Jesse auf den Weg zum Aquarium. Unterwegs erfahren sie, dass die WLFs Tommy am Yachthafen festsetzen wollen. Jesse will ihm zu Hilfe eilen, während Ellie Abbys Spur nicht wieder verlieren will und die beiden teilen sich auf. Ellie erreicht das Aquarium mit einem Motorboot, trifft im Inneren aber nur auf Abbys Freunde Owen und seine Freundin Mel. Ellies Versuch, Informationen zu erzwingen, schlägt fehl und es kommt zum Kampf, bei dem sie Owen und Mel tötet. Zu spät erkennt Ellie, dass Mel hochschwanger ist und bricht aufgrund ihres Mords an einem unschuldigen Kind erschüttert zusammen. Tommy und Jesse finden sie und bringen sie zurück ins Theater. Noch in dieser Nacht planen Tommy und Jesse die Heimkehr nach Jackson, als Abby im Theater auftaucht, nun ihrerseits auf Rache für ihre ermordeten Freunde aus. Sie erschießt Jesse sofort und bedroht Tommy und Ellie mit der Waffe.
Der Spieler übernimmt nun die Kontrolle von Abby und die Spielhandlung springt drei Tage zurück. Nach ihrer vollzogenen Rache für den Mord an ihrem Vater übernimmt diese wieder militärische Aufgaben für die WLF und wird zusammen mit Mel und Manny vom Anführer der Organisation, Isaac, an die Front im Kampf gegen die Seraphiten beordert, deren Guerillaangriffe zu einer ernsten Bedrohung für die WLF geworden sind. Isaac möchte die Insel der „Scars“ bald mit geballter Kraft angreifen und den Krieg beenden, der durch die Tötung einiger Seraphitenkinder durch die Wolfs ausgebrochen ist. Abby erfährt, dass ihr Freund und Ex-Partner Owen einen anderen Wolf getötet haben soll und sich deshalb vor der WLF versteckt. Abby möchte ihm helfen, was Isaac jedoch untersagt. Abby widersetzt sich seinem Befehl und begibt sich zum Aquarium, das Owen schon vor Jahren als seinen privaten Unterschlupf gestaltet hat.
Unterwegs wird Abby von Seraphiten überwältigt und soll gehängt werden. Zwei Abtrünnige der Sekte, Yara und ihr jüngerer Bruder Lev, retten jedoch ihr Leben und die drei entkommen gemeinsam. Die „Scars“ haben jedoch zuvor Yaras Arm mit einem Hammer zertrümmert. Abby lässt beide in einem Versteck zurück und sucht Owen zunächst allein im Aquarium auf. Es stellt sich heraus, dass Owen tatsächlich seinen Kameraden getötet hat, was im Streit um die Gnade gegenüber einem alten Seraphiten geschah. Nachdem die beiden Ex-Partner noch eine gemeinsame Nacht verbracht haben, holt Abby Yara und Lev in das sichere Versteck. Yaras zertrümmerter Arm muss von der zur Ärztin ausgebildeten Mel zeitnah amputiert werden. Um an das Operationswerkzeug zu gelangen, zeigt Lev der unter Höhenangst leidenden Abby die von den Seraphiten gebauten Kranbrücken hoch über der Stadt, um den Weg zum Krankenhaus der WLF abzukürzen. Unterwegs erfährt Abby Levs Geheimnis: Lev, vormals Lily, ist transgender und sollte einem hohen Mitglied der Sekte als Kindsbraut geboten werden. Um sein Schicksal selbst zu bestimmen, schor sich Lev den Kopf und floh mit Yara von der Insel, sie ließen jedoch ihre tief gläubige Mutter zurück.
Am Krankenhaus angekommen, nimmt die WLF Abby fest, weil sie aufgrund der Befehlsverweigerung als Deserteurin gilt. Nora verhilft ihrer Freundin zur Flucht und verschafft Abby Zugang zu „Ground Zero“, der abgeriegelten Quarantänestation des Krankenhauses, auf der einstmals die ersten Infizierten des Ausbruchs in Seattle zurückgelassen wurden. Trotz dieser tödlichen Gefahr findet Abby hier die benötigten Materialien für die Amputation und kehrt mit Lev zum Aquarium zurück, wo Mel den Eingriff an Yara durchführt. Mel und Abby haben aufgrund ihrer Beziehungen zu Owen ein schwieriges Verhältnis zueinander. Zudem planen Owen und Mel, Seattle mit Owens Segelboot bald zu verlassen.  
Am nächsten Morgen stiehlt Lev ein Motorboot und fährt zur Insel der Seraphiten, um nach seiner Mutter zu sehen. Abby macht sich daran, ihn zu verfolgen und bittet Owen, bei seiner schwangeren Freundin zu bleiben. Am Yachthafen geraten sie und Manny unter Beschuss durch einen Scharfschützen – Tommy –, der Manny tötet und von Abby nur durch Yaras Eingreifen überwältigt wird. Mit einem Boot setzen beide zur Insel über. Währenddessen beginnt auch Isaac seinen Angriff auf die Seraphiten mit allen verfügbaren WLF-Soldaten. Im Heimatdorf der Geschwister angekommen finden beide Lev im Familienhaus, doch dieser hat seine Mutter aus Versehen im Streit um seine Wandlung getötet. Beim Versuch, zu dritt von der Insel zu entkommen, wird die Gruppe von Isaac gestellt, der in Abby nun endgültig eine Verräterin sieht. Bevor die WLF sie töten kann, wird Isaac von Yara erschossen, was diese ebenso mit ihrem Leben bezahlt. Abby und Lev fliehen vor den Soldaten über das Schlachtfeld und durch den brennenden Hauptort „Haven“, ehe sie mit einem Boot entkommen können.
Als Abby das Aquarium erreicht, findet sie die Leichen von Mel und Owen. Lev macht sie auf eine Karte aufmerksam, die Ellie zuvor hat fallen lassen und auf der das Theater als Versteck markiert ist.
Abby und Lev brechen in das Theater ein. Nach dem Mord an Jesse schießt Abby auch Tommy an (welcher dabei ein Auge verliert) und verfolgt Ellie in den Fundus des Theaters, wo es zu einem Versteckspiel auf Leben und Tod kommt. Die bewaffnete Ellie wird von Abby mit bloßen Händen besiegt. Diese möchte nun als Rache für Mel und ihr ungeborenes Kind die schwangere Dina töten, doch Lev bittet sie, davon abzulassen. Abby lässt Dina und die schwer verletzte Ellie zurück und verlässt mit Lev die Stadt. 
Der Spieler übernimmt im Epilog wieder die Kontrolle von Ellie. Rund ein Jahr später lebt sie mit Dina und Jesses kleinem Sohn JJ auf einer Farm in Wyoming. Das Familienglück ist jedoch durch Ellies Trauma, das der Mord an Joel hinterlassen hat, gestört. Der erholte Tommy besucht die Farm und teilt Ellie mit, er hätte über Kontakte den Aufenthaltsort von Abby in Kalifornien ausgemacht. Ellie lehnt es zunächst ab, ihre Rache weiter zu verfolgen und Tommy reist enttäuscht ab. Doch da Ellie kein Glück ohne Abschluss findet, verlässt sie eines Nachts das Haus, trotz der Bitte Dinas zu bleiben.
Ellie erreicht den Ort Santa Barbara ein paar Monate, nachdem Abby und Lev dort mit Owens Segelboot angelegt haben, um einer Spur der „Fireflies“ nachzugehen, zu denen Abby nach ihrem Ausscheiden aus der WLF zurückkehren will. Sie wurden jedoch von einer „Rattler“ genannten Gruppe gefangen genommen und in einer Art Sklavenlager in einer alten Ferienanlage interniert. Ellie folgt trotz einer schweren Verletzung ihrer Spur, befreit die Gefangenen im Lager und findet Abby und Lev am Strand an zwei Pfähle gefesselt. Sie schneidet sie los, weigert sich aber, die beiden mit einem Boot fliehen zu lassen. Ellie zwingt die ausgezehrte Abby mit einem Messer an Levs Kehle zum Kampf und es kommt zu einem letzten Schlagabtausch zwischen den beiden verletzten Frauen im flachen Wasser. Abby beißt Ellie zwei Finger ab und Ellie drückt Joels Mörderin unter Wasser. Kurz bevor Abby ertrinkt, kommt Ellie aber zur Besinnung und lässt Abby und Lev doch im Boot fliehen. Die beiden steuern eine Insel an, auf der sich „Fireflies“ aufhalten sollen.
Als Ellie zur Farm zurückkehrt, ist sie verlassen. Ellie findet die Gitarre in ihrem Zimmer, die ihr Joel einst geschenkt hat, kann jedoch mit zwei Fingern weniger kaum spielen. Ellie erinnert sich an den letzten Abend vor Joels Tod, als die beiden sich in Jackson ausgesprochen haben und Ellie sagte, sie würde gern versuchen, ihm zu verzeihen. Dann lässt sie die Gitarre im Haus zurück und verlässt die Farm mit unbekanntem Ziel.

## Spielprinzip
Der Spieler steuert die Charaktere Joel, Ellie und Abby aus der Third-Person-Perspektive durch eine postapokalyptische Version der Vereinigten Staaten. Während ihres Überlebenskampfes treffen Ellie und Abby auf infizierte Menschen, die durch eine von Pilzsporen ausgelöste Pandemie in monströse, aggressive Wesen verwandelt wurden. Neben den bereits aus The Last of Us bekannten infizierten Gegnertypen wie den Runners oder Clickers kommen weitere Varianten an Infizierten hinzu, beispielsweise die Shambler, die gasförmige Säure verspritzen und sehr viel Schaden einstecken können. Neben den Infizierten droht auch Gefahr durch menschliche Fraktionen, wie die Washington Liberation Front, die mit Kampfhunden Jagd auf andere Überlebende machen.
Um sich der Gegner zu erwehren, kann der Spieler zahlreiche Waffen, wie Messer, Schrotflinten, Pistolen oder Pfeil und Bogen nutzen. Es gibt Optionen, Waffen und die Fähigkeiten von Ellie und Abby im Verlauf der Geschichte weiter zu verbessern und individuell an den Spielstil anzupassen. So ist es möglich eine Konfrontation direkt auszutragen, aber auch Stealth-Angriffe auszuführen und sich an Gegner anzuschleichen. Im Gegensatz zu der Hauptfigur Joel aus dem ersten Teil sind Ellie und Abby mobiler, können jetzt auf Knopfdruck springen, ausweichen und kriechen, um sich so beispielsweise in hohem Gras zu verstecken. Es gibt auch einen Lauschmodus, der es erlaubt, seine eigene Geruchsspur zu sehen. Inzwischen hat Ellie auch gelernt, zu schwimmen, was im Vorgänger oft ein Problem darstellte.

## Hintergrund, Produktion und Setting

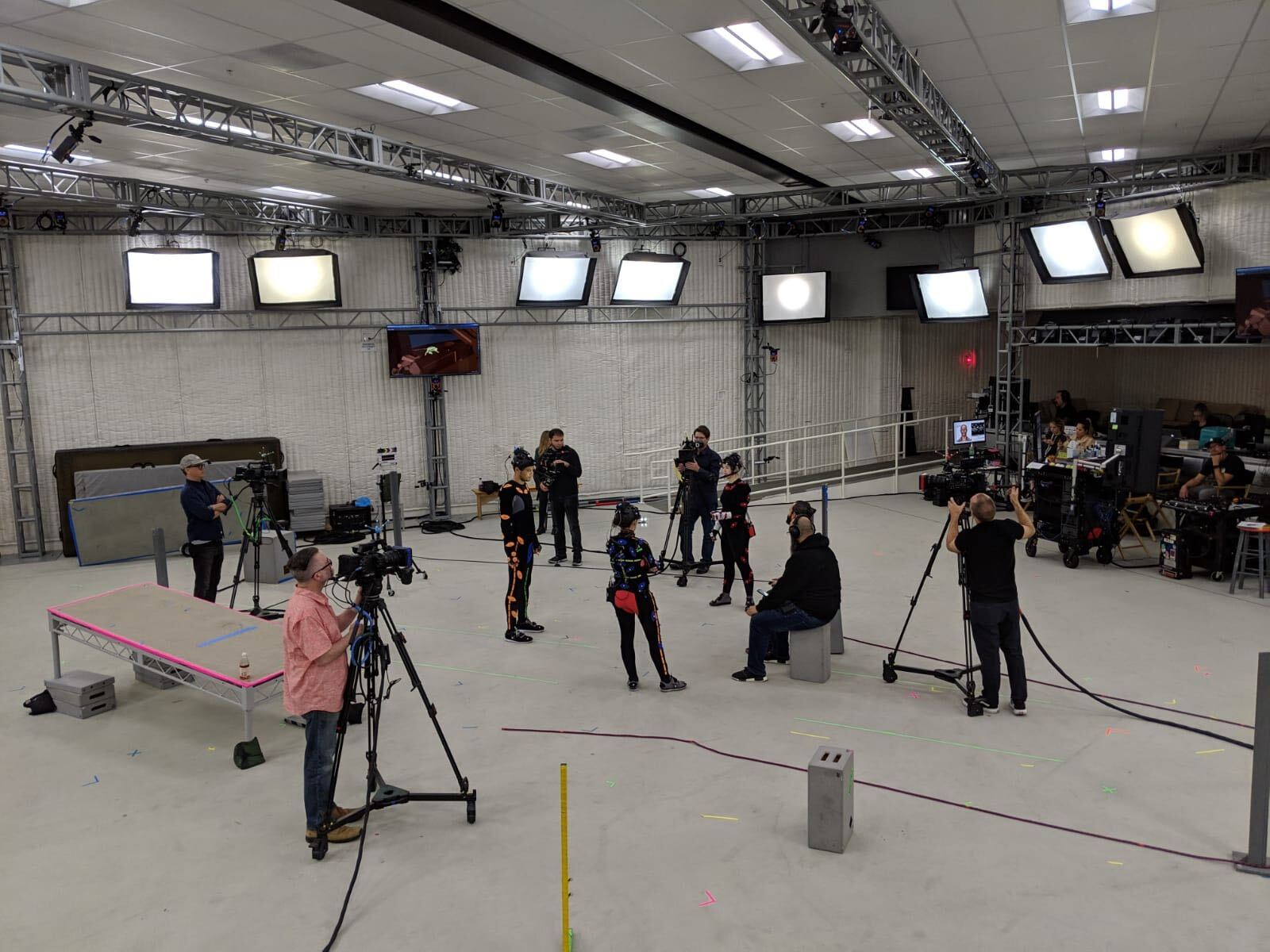
Making-of mit Motion-Capture-Aufnahmen

Erste Entwürfe für das Spiel wurden bereits im Jahr 2014 gemacht. Zu dieser Zeit entstanden auch die Motion-Capture-Aufnahmen für den Trailer, der auf der PlayStation Experience 2016 gezeigt wurde. Auf Grund diverser personeller Änderungen im Studio selber entschloss man sich den vollen Fokus auf die Fertigstellung von Uncharted 4: A Thief’s End zu legen. Als Konsequenz wurde die Zwei-Team-Philosophie, welche während der Entwicklung von Uncharted 3: Drake’s Deception und The Last of Us eingeführt wurde, widerrufen, um ein großes Team zu formen. So wurde erst nach Abschluss dieser Arbeiten im Jahr 2016 die Entwicklung am Sequel von einem kleinen Teil des Studios wieder aufgenommen. Der Großteil des Studios hingegen konzentrierte sich auch nach der Fertigstellung von Uncharted 4 auf dessen Einzelspieler-DLC, aus welchem später Uncharted: The Lost Legacy hervorging. Erst seitdem diese Entwicklung im Juli/August 2017 abgeschlossen wurde, befindet sich The Last of Us Part II in vollständiger Entwicklung. Das Motion- und Performance-Capture-Verfahren für die Protagonisten Ellie (gespielt von Ashley Johnson) und Joel (gespielt von Troy Baker) begann hingegen bereits im Frühjahr 2017.
In einem zweiten Trailer, der auf der Paris Games Week 2017 präsentiert wurde, sind vier neue Figuren des Spiels vorgestellt worden: Emily (gespielt von Emily Swallow), die Geschwister Lev (Ian Alexander) und Yara (Victoria Grace) und Abby, welche von Laura Bailey verkörpert wird. Während der Diskussionsrunde auf der Playstation Experience 2017, an der unter anderem Neil Druckmann, Co-Autorin Halley Gross sowie einige Mitglieder der Besetzung teilnahmen, wurde die Stadt Seattle als einer der Handlungsorte im Spiel bestätigt.
Die Veröffentlichung war ursprünglich für den 21. Februar 2020 geplant, wurde aber zunächst auf den 29. Mai 2020 verschoben, ehe im Zuge der COVID-19-Pandemie eine weitere Verschiebung auf den 19. Juni 2020 stattfand.
Im Nahen Osten wurde das Spiel vor Veröffentlichung im Zusammenhang mit LGBT-Inhalten verboten.
Die Produktionskosten beliefen sich auf 220 Millionen US-Dollar, von denen 200 Vollzeitmitarbeiter bezahlt wurden.

## Synchronisation
Die im Spiel auftretenden Figuren und ihre Synchronsprecher:
| Rolle  | US-Darsteller/-Sprecher | deutsche Sprecher                      |
| ------ | ----------------------- | -------------------------------------- |
| Ellie  | Ashley Johnson          | Luisa Wietzorek Annette Potempa (jung) |
| Abby   | Laura Bailey            | Anne Düe                               |
| Joel   | Troy Baker              | Carlos Lobo                            |
| Tommy  | Jeffrey Pierce          | Guido Zimmermann                       |
| Dina   | Shannon Woodward        | Laura Elßel                            |
| Jesse  | Stephen A. Chang        | Jeremias Koschorz                      |
| Lev    | Ian Alexander           | Leo Amic                               |
| Yara   | Victoria Grace          | Leyla Trebbien                         |
| Owen   | Patrick Fugit           | Marco Rosenberg                        |
| Mel    | Ashly Burch             | Sarah Alles                            |
| Jordan | Chase Austin            | Patrick Mölleken                       |
| Nora   | Chelsea Tavares         | Dina Kürten                            |
| Emily  | Emily Swallow           |                                        |
| Maria  | Ashley Scott            | Antje von der Ahe                      |
| Seth   | Robert Clotworthy       | Erik Schäffler                         |

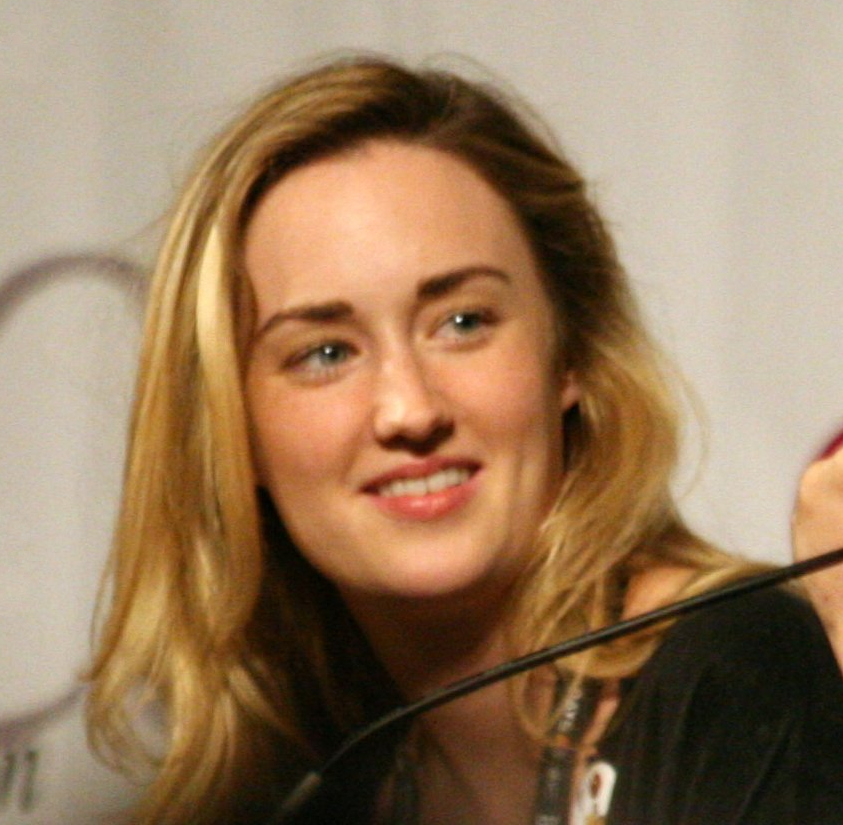
Ashley Johnson (2014)
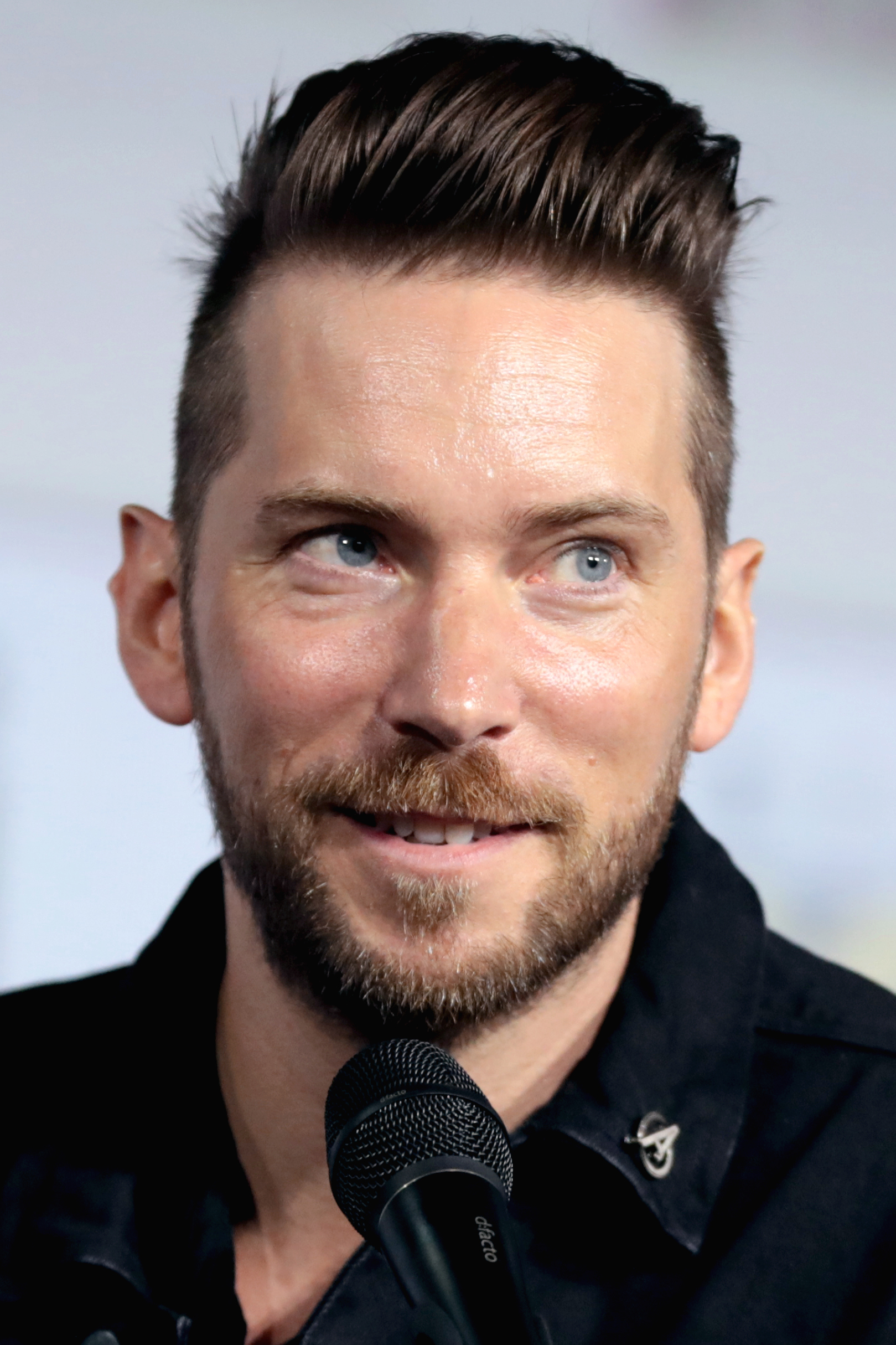
Troy Baker (2019)
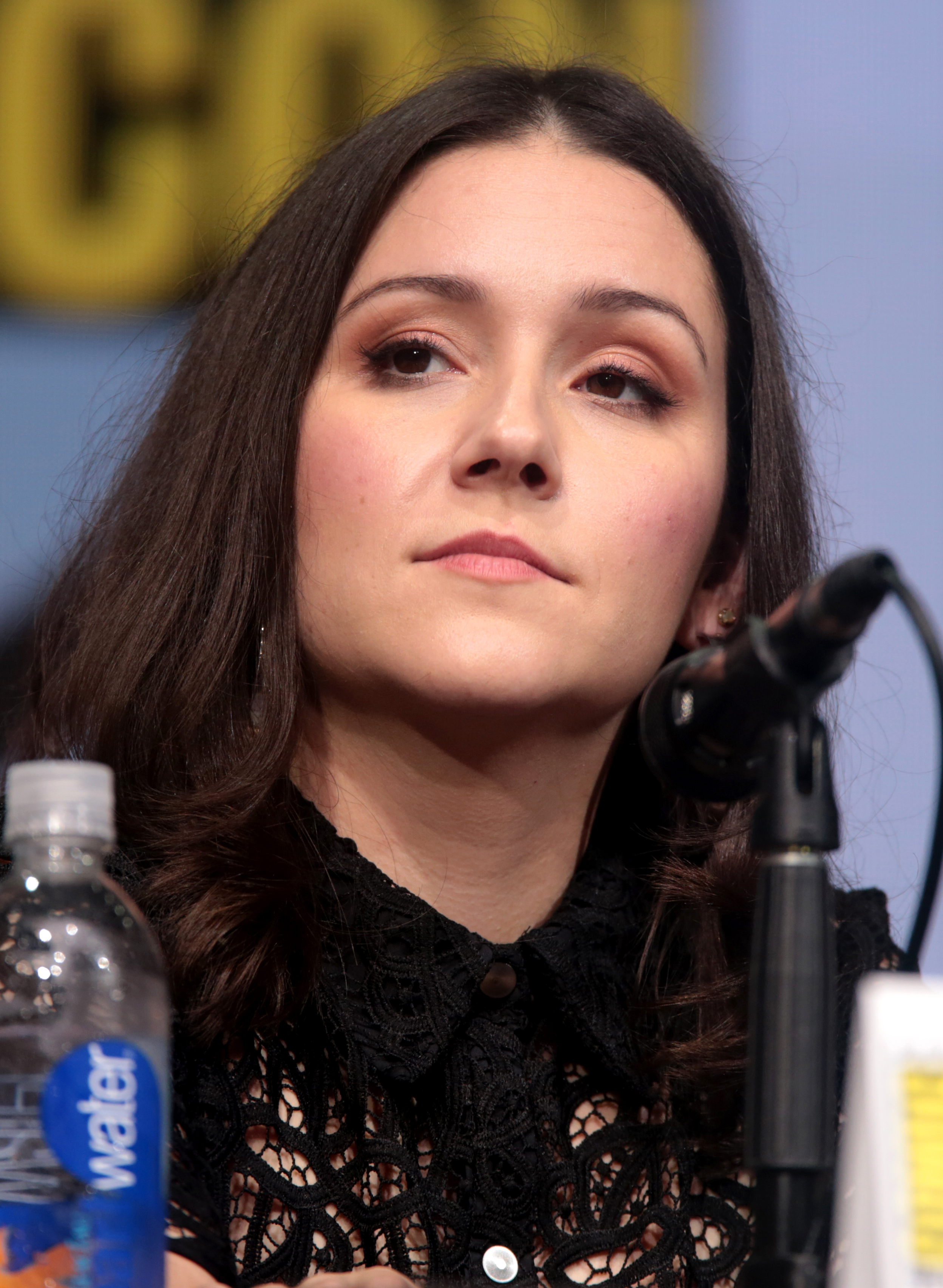
Shannon Woodward (2017)
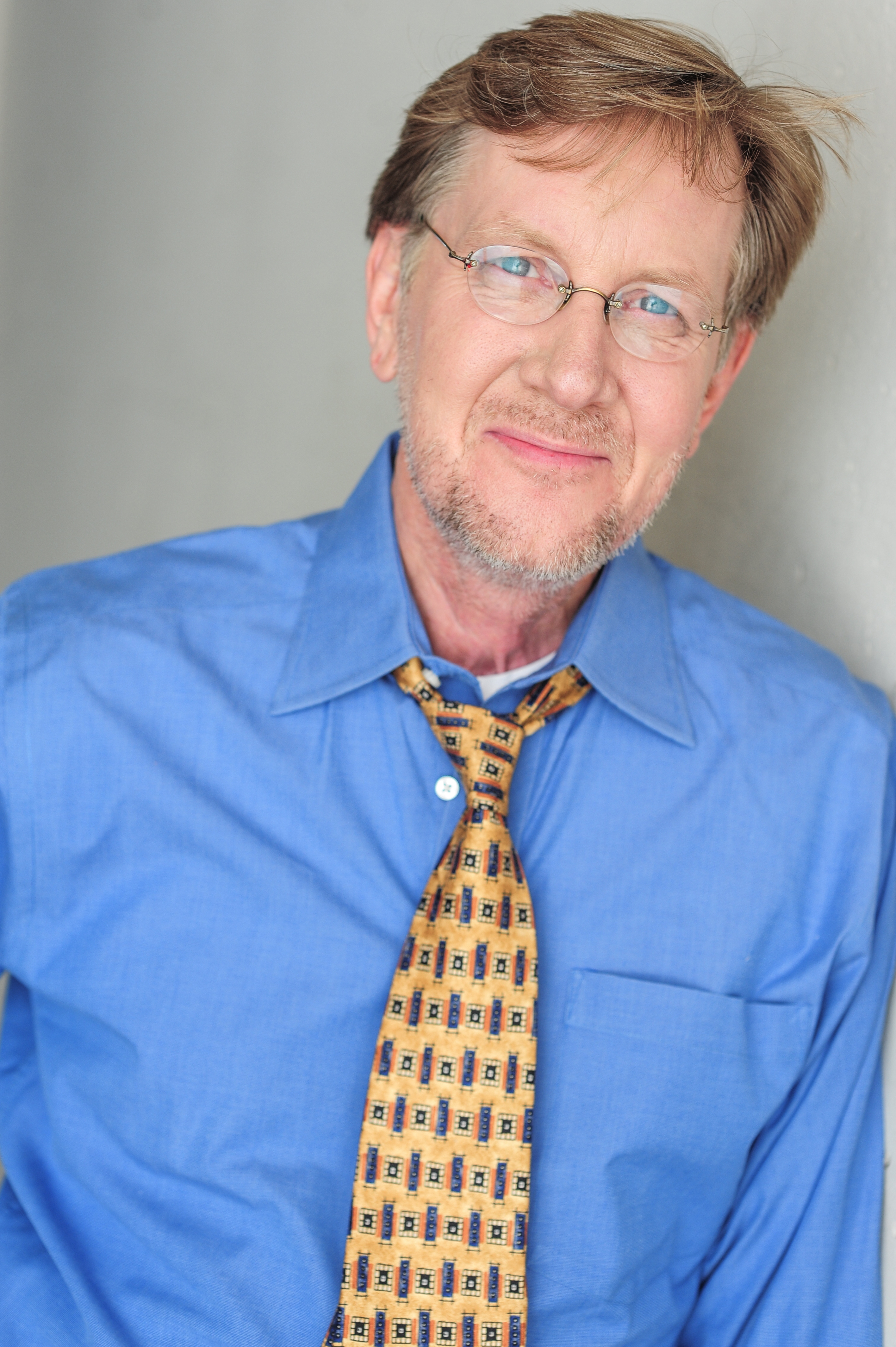
Robert Clotworthy (2010)

## Rezeption

### Bewertungen für PS4-Version
Die vor dem Erscheinungsdatum des Spiels erschienenen Tests vergaben The Last of Us Part II im Durchschnitt Bestnoten. Laut Metacritic erhielt das Spiel (Stand 8. Mai 2025) bei 121 Bewertungen im Schnitt eine Benotung von 93 von 100 Punkten. Im PlayStation Store konnten Vorbesteller bereits Bewertungen abgeben und haben so mit über 3000 Bewertungen die Gesamtwertung auf 5 von 5 Sternen gefestigt.
Nach dem Release des Spiels kam es zu einer Kontroverse um die Handlung des Titels, die Darstellung von Homosexualität und die Entwicklung der Charaktere. Die Wertungen der Spieler waren zum Teil deutlich schlechter als die vorherigen Bestnoten, The Last of Us Part II erreichte auf Metacritic lediglich eine 5,8 basierend auf etwa 164.984 Bewertungen (Stand 8. Mai 2025). Einige Kritiker führen dies auf sogenanntes Review Bombing durch eine Minderheit von Videospielern zurück. Es kam zu Todesdrohungen gegenüber Mitarbeitern des Studios sowie homophoben, transphoben und antisemitischen Beleidigungen.

### Auszeichnungen (Auswahl)
- Game Awards 2020[38]
  - Game of the Year
  - Best Game Direction
  - Best Narrative
  - Best Audio Design
  - Best Performance (Laura Bailey)
  - Innovation in Accessibility
  - Best Action/Adventure
- Global Industry Game Awards 2021[39]
  - 3D-Animation
  - Cinematography
  - Story

The Last of Us Part II hat insgesamt über 260 Auszeichnungen erhalten. Bisher hat nur Elden Ring mehr Auszeichnungen.

### Beschreibung
Im November 2023 wurde eine verbesserte Remastered-Version von The Last of Us Part II für die Playstation 5 angekündigt. Diese enthält neben einer nativen 4K-Auflösung, erhöhter Framerate, verbesserter Texturen sowie Partikel-, Licht- und Schatteneffekten und kürzeren Ladezeiten auch neue, zusätzliche Inhalte wie im Original verworfene bzw. nicht fertiggestellte Abschnitte des Hauptspiels, einen Rogue-like-Überlebensmodus und Entwicklerkommentare. Die Version ist am 19. Januar 2024 erschienen.

### Bewertungen für PS5-Version
Es handele sich im Kern um das zuvor für PlayStation 4 veröffentlichte Spiel. Die Spielzeit der verlorenen Levels sei sehr kurz. Interessant seien die Entwicklerkommentare als kleine Beigabe. Der neue „kein Zurück“ Modus böte keine Langzeitmotivation. Insgesamt handele es sich aber um ein gelungenes Remaster. Der DualSense-Controller erhöhe die Immersion. Die kurzen Ladezeiten auf der PlayStation 5 seien sehr angenehm.